# Heinrich Leopold

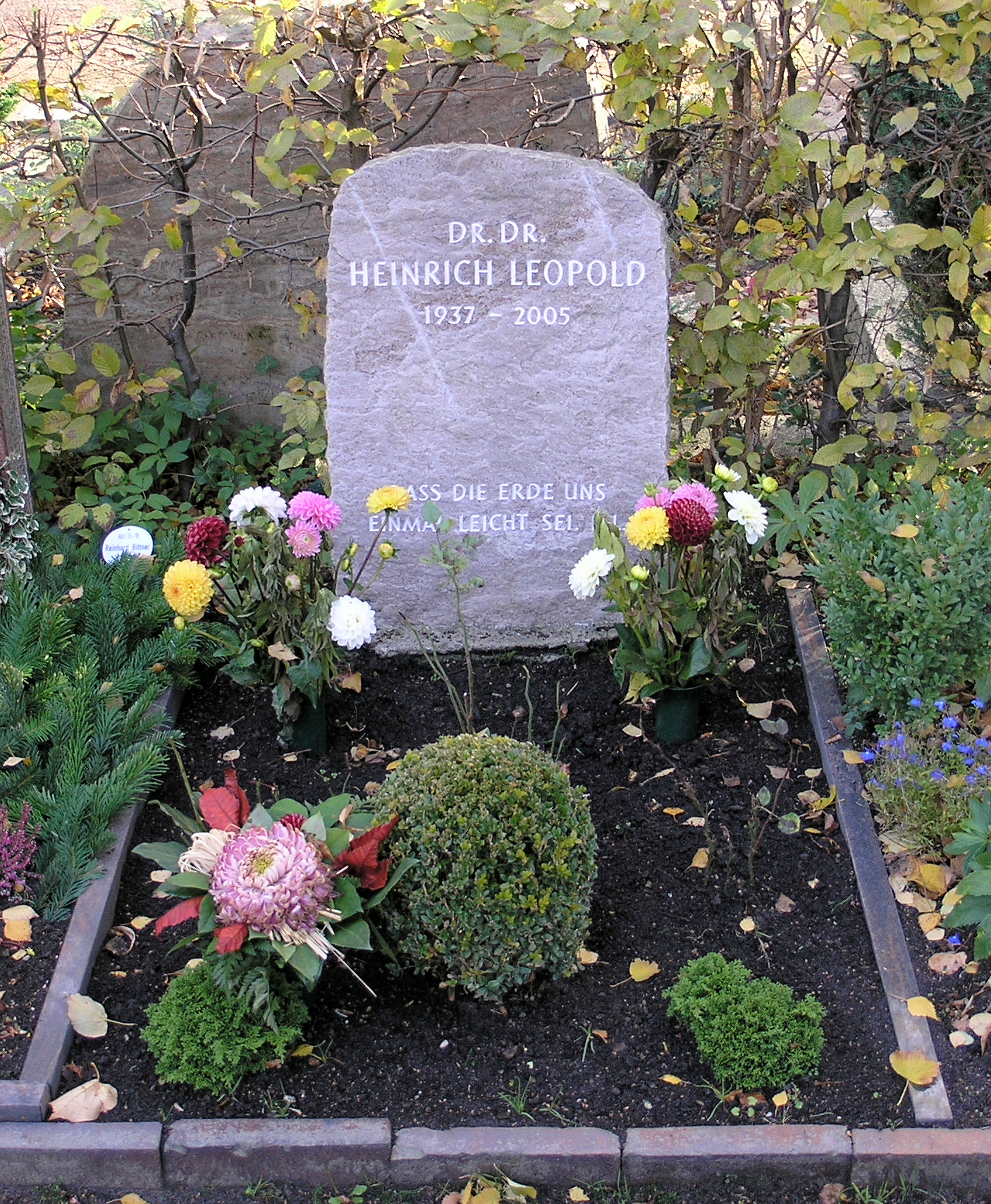
Grabstätte, Stubenrauchstraße 43–45, in Berlin-Friedenau

Heinrich Leopold (* 1937 in Wien; † 2005 ebenda) war ein österreichischer Jurist und Schriftsteller. Er veröffentlichte in Wiener Literaturzeitschriften und Anthologien Gedichte (Strophen aus dem Nichts) und Essays. Seine kulturphilosophischen Arbeiten umfassen u. a. eine Untersuchung über Paradoxon, Witz und Ironie bei Alfred Polgar.

## Leben
Heinrich Leopold promovierte zunächst in Rechts- und Staatswissenschaft und hielt sich als Handelsattaché im Auftrag der Wiener Wirtschaftskammer mehrere Jahre in Moskau, New York City und Kinshasa auf. 1999 nahm er in Wien und Berlin das Studium der Philosophie und Kulturanthropologie auf und bereitete sich bei Konrad Liessmann, Alfred Pfabigan, Stephan Haltmayer, Franz Martin Wimmer, Hartmut Böhme und Sybille Krämer auf eine Arbeit über den deutschen Kulturphilosophen Jean Gebser vor, mit dessen tiefgreifenden Untersuchungen über das archaische und mythische Erbe der menschlichen Natur er von Jugend an aufs engste vertraut war. Seine 2005 an der Wiener Universität eingereichte Dissertation trägt den Titel: Globalisierung und integrales Bewußtsein. Wechselbeziehungen nach der Eteologie Jean Gebsers. Heinrich Leopold hinterließ nur ein schmales literarisches Werk, das aber in seiner Nähe zur Poesie (Gedichte) wie auch zum Wienerischen Sprachgeist (Aphorismus) eine außergewöhnliche formale Spannweite aufweist und ebenso von der Fähigkeit der präzisen Verknüpfung geistesgeschichtlicher Traditionen mit einer gesellschaftlich relevanten Thematik zeugt (die Veröffentlichung über Jean Gebser).
Leopold wurde auf dem Städtischen Friedhof Stubenrauchstraße in Berlin-Friedenau beigesetzt. 

## Werke
- Im Vorüberleben. Gedichte. Edition 2000. München 2003, ISBN 3-86520-010-9
- Was bleibt. Gedichte und Aphorismen für Freimaurer. Mit einem Nachwort von Peter Marginter. Profildruck buchverlag, Wien o. J., ISBN 3-902067-10-1
- Im Brennspiegel. Vordergründige und hintergründige Aphorismen. Mit einem Vorwort von Gisela von Wysocki, Hitzegehärtetes Sehen. Verlag Der Apfel, Wien 2006, ISBN 3-85450-203-6
- Globalisierung und integrales Bewusstsein. Der Beitrag Jean Gebsers zu einer neuen Weltsicht. Novalis Verlag. Schaffhausen 2008, ISBN 978-3-907260-45-6